# Puente romano sobre el río Leza
El puente romano sobre el río Leza son las ruinas de un puente sobre el río Leza, de ocho ojos de los que apenas quedan los dos estribos y las tres cepas de los pilares más próximos a la orilla derecha del río. Está situado al sur del municipio de Agoncillo, La Rioja (España), no lejos de su frontera con el vecino municipio de Murillo de Río Leza, en el paraje conocido como "Puente Caído".
No está clara su adscripción a la tipología romana, ni su pertenencia a la vía romana que unía Cesaraugusta (Zaragoza) con Vareia (Varea, entidad menor de población del municipio de Logroño) de la cual se encontraron miliarios a principios del siglo XIX, que se encuentran en la actualidad en la Iglesia Parroquial. Investigaciones recientes sitúan la construcción del puente y su inmediata destrucción a mediados del siglo XVIII, bajo el impulso general que, durante la Ilustración, las Sociedades Económicas de Amigos del País imprimieron al comercio y a la mejora de las vías de comunicación en España. 
En 1981 fue declarado monumento histórico-artístico de carácter nacional,
por lo que es Bien de Interés Cultural con categoría de Monumento.